# 堀紘一
堀 紘一（ほり こういち、1945年4月11日 - ）は、日本の経営コンサルタント、馬主。ドリームインキュベータ（DI）元代表取締役会長。
父親は駐イタリア日本大使、プロ野球パ・リーグ会長などを務めた堀新助。

## 経歴・人物
ジェネラルコンサルタントとして、2000年にベンチャー企業の支援、コンサルティングを行う株式会社ドリームインキュベータを設立し、2018年6月まで会長を務めた。その後、2020年6月まで取締役ファウンダー。サラリーマン向けの著書出版、講演なども行なっている。著書に『コンサルティングとは何か』等がある。
東京都港区在住。長男・新一郎は、2008年に社台ファーム代表である吉田照哉の長女と結婚した。
田原総一朗は、ドリームインキュベータ社の社外取締役だった。また、諸井虔を人脈の師として仰いでいた。

### 略歴
- 1966年 メリーランド州立大学留学
- 1969年 東京大学法学部卒業後、読売新聞社入社（経済部記者）
- 1973年 三菱商事入社
- 1980年 ハーバード大学経営大学院にて、経営学修士 (MBA)・アジア人としては初めてBAKER SCHOLAR（最優秀生の称号）を授与
- 1981年 ボストンコンサルティンググループ勤務
- 1989年 同社代表取締役社長に就任。この頃、慶応大学や早稲田大学の非常勤講師。
- 2000年 同社退社後、ドリームインキュベータ (DI) 設立、あおぞら銀行監査役に就任
- 2001年6月 カプコン社外取締役に就任
- 2003年 アイピーフレックス取締役に就任
- 2004年 あおぞら銀行監査役を退任、JIMOS取締役に就任
- 2006年 ドリームインキュベータ代表取締役会長に就任、JIMOS取締役を退任
- 2008年 アイピーフレックス取締役を退任
- 2009年6月 カプコン社外取締役を退任
- 2013年1月 農林漁業成長産業化支援機構取締役会長（非常勤）に就任[3]

## 馬主活動と所有馬

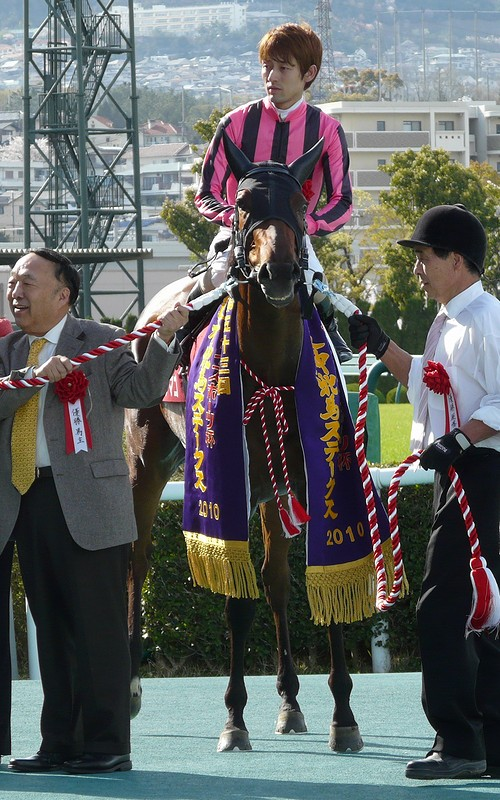
口取りに参加する堀と、堀の勝負服を着用した秋山真一郎、騎乗馬アイアムカミノマゴ

日本中央競馬会 (JRA) に登録する馬主としても知られる。勝負服の柄は桃、黒縦縞、冠名には「アイアム」を用いる。
馬主になったきっかけは、親交の深いビートたけしにテレビ番組「平成教育委員会」への出演を依頼され、その時の控え室で競馬評論家・大川慶次郎と出会ったこと。ここで大川と意気投合し、さらに馬を持つことを勧められた堀は、その後北海道での仕事を終えた後に大川とともに大樹ファームを訪れ初めての馬を購入した。

### 来歴
- 1995年 - 7月30日の3歳未勝利をマリエドゥジュワンが制し、初勝利。
- 1997年 - 札幌3歳ステークスをアイアムザプリンスが制し、重賞初制覇。

### 主な所有馬

#### 重賞競走優勝馬
- アイアムザプリンス（1997年札幌3歳ステークス）
- アイアムカミノマゴ（2010年阪神牝馬ステークス）
- アイアムアクトレス（2011年ユニコーンステークス）

#### その他の所有馬
- アイアムツヨシ（2001年京王杯2歳ステークス3着）
- アイアムエンジェル（2005年エーデルワイス賞2着、2006年ファルコンステークス2着）
- アイアムハヤスギル（珍名馬として知られる[5]）

## 著作

### 著書
- 『「もう一度会いたい」と思われる人になれ!』（PHP研究所）
- 『「正しい失敗」の法則』（PHP研究所）
- 『コンサルティングとは何か』（PHP研究所）
- 『30代から大きく伸びる人の勉強法』（PHP研究所）
- 『日本の成長戦略』（PHP研究所）
- 『特攻とは何だったのか』（堀紘一・三枝成彰共著、PHP研究所）
- 『リーダーシップの本質」新版』（ダイヤモンド社）
- 『人と違うことをやれ!』（PHP文庫）
- 『世界連鎖恐慌の犯人』（PHP研究所）
- 『一流の人は空気を読まない』（角川書店）
- 『真のリーダーになる条件 - 初めて部下をもつ人へ』（PHP研究所）
- 『M&Aで生き残る企業、消え去る企業』（堀紘一・藤田勉共著、PHP研究所）
- 『実践的リーダーシップの鍛え方』（PHP研究所）
- 『突破力-仕事の「壁」は、こうして破れ』（PHP研究所）
- 『会社が放り出したい人一億積んでもほしい人』（PHP研究所）
- 『これから5年 かしこい頭の使い方』（PHP研究所）
- 『サラリーマンなんか今すぐやめなさい』（ビジネス社）
- 『一番いいのはサラリーマン』（扶桑社）
- 『競馬の経営学』（PHP研究所）
- 『超人脈力』（講談社）
- 『最新・常識として知っておきたいビジネス数字』（祥伝社）
- 『『考える力』が身につく本』（堀紘一・日下公人共著、PHP研究所）
- 『強い会社はこうしてつくれ!』（PHP研究所）
- 『どんな「壁」でも突破できる!』（三笠書房）
- 『挑戦!夢があるからビジネスだ』（プレジデント社）
- 『できることから始めよう!』（ダイヤモンド社）
- 『心を動かす話し方』（SB新書）
- 『自分を変える読書術』（SB新書）
- 『できる人の読書術』（ダイヤモンド社）

### CD
- 『ビジネス乱世を生き延びるための発想術』（アートデイズ、2009年）